# Forchheimer Biwak
Das Forchheimer Biwak ist eine Biwakschachtel der Sektion Forchheim des Deutschen Alpenvereins in den Ötztaler Alpen in Tirol, Österreich. Es liegt südlich des Hahnenkamms im Geigenkamm auf einer Höhe von 2443 m ü. A.

## Geschichte
1931 wurde die Erlanger Hütte im Geigenkamm oberhalb von Umhausen eröffnet. Dabei entstand die Idee, einen direkten Weg vom Bahnhof Roppen im Inntal zur neuen Hütte anzulegen. Dieser Plan wurde sofort von der DAV-Sektion Forchheim umgesetzt und im Jahr 1932 wurde der Forchheimer Weg eröffnet. Da der Weg mit rund 7½ Stunden Gehzeit recht lang ist, errichtete die Jugend der Sektion Forchheim im Jahr 1963 etwa auf halbem Weg die Biwakschachtel am Hahnenkamm.

## Übergänge zu Nachbarhütten
- Erlanger Hütte
- Frischmannhütte
- Ludwigsburger Hütte
- Neue Bielefelder Hütte
- Selber Haus
- Venet Alm